# Surrender (álbum de Maggie Rogers)
Surrender é o segundo álbum de estúdio da cantora e compositora norte-americana Maggie Rogers lançado em 29 de julho de 2022, pela Debay Sounds, de Rogers, e a Capitol Records. O álbum sucede o lançamento de seu primeiro álbum de 2019, Heard It in a Past Life.

## Antescendentes e promoção
Rogers iniciou as sessões de gravação para seu segundo álbum durante 2021 e o início de 2022. Ela afirmou que o álbum seria autoproduzido e que soava como uma "alegria selvagem". Em março de 2022, ela compartilhou um link para um site em contagem regressiva para até 30 de março. Nesse dia, anunciou que seu segundo álbum de estúdio, intitulado Surrender, seria lançado em 29 de julho de 2022. Rogers também lançou um trailer do álbum que ela co-dirigiu com Michael Scanlon. Em 15 de junho de 2022, Rogers revelou a lista de faixas do álbum via Instagram.

Em 8 de abril, Rogers lançou o single "That's Where I Am", acompanhado de um videoclipe filmado em Nova Iorque. Em junho, o single "Want Want" foi lançado e em 15 de julho o single "Horses" foi lançado.
| Críticas profissionais | Críticas profissionais |
| Avaliações da crítica  | Avaliações da crítica  |
| Fonte                  | Avaliação              |
| ---------------------- | ---------------------- |
| AllMusic               | [ 7 ]                  |
| Clash                  | 8/10                   |
| The Line of Best Fit   | 7/10                   |
| NME                    | [ 10 ]                 |
| Paste                  | 7.8/10                 |
| Pitchfork              | 7.3/10                 |
| Rolling Stone          | [ 13 ]                 |

## Faixas
| N.º            | Título                    | Compositor(es)            | Produtor(es)              | Duração |  |
| 1.             | "Overdrive"               | Maggie Rogers Thomas Hull |                           | 3:14    |  |
| 2.             | "That's Where I Am"       | Rogers Hull               | Rogers Hull               | 4:12    |  |
| 3.             | "Want Want"               | Rogers Hull Del Water Gap | Rogers Hull Del Water Gap | 3:08    |  |
| 4.             | "Anywhere with You"       | Rogers Jaffe              |                           | 4:57    |  |
| 5.             | "Horses"                  | Rogers Hull               | Rogers Hull               | 5:05    |  |
| 6.             | "Be Cool"                 | Rogers Hull               |                           | 2:57    |  |
| 7.             | "Shatter"                 | Rogers Hull               |                           | 3:40    |  |
| 8.             | "Begging for Rain"        | Rogers                    |                           | 4:13    |  |
| 9.             | "I've Got a Friend"       | Rogers Hull               |                           | 3:12    |  |
| 10.            | "Honey"                   | Rogers Hull               |                           | 3:42    |  |
| 11.            | "Symphony"                | Rogers Gabriel Goodman    |                           | 5:11    |  |
| 12.            | "Different Kind of World" | Rogers Hull               |                           | 2:45    |  |
| Duração total: | Duração total:            | Duração total:            | Duração total:            | 46:16   |  |